# Benjamin Johnson (wielrenner)
Benjamin ("Ben") Johnson (Noosa, 7 januari 1983) is een Australisch voormalig wielrenner.

## Palmares
2004
- Eindklassement Ronde van Canberra

## Ploegen
- 2002-Bodegas Castillo de Monjardín
- 2003-Cofidis (stagiair)
- 2004-Winfix Arnolds Sicherheit (vanaf 13/09)
- 2005-Agritubel-Loudun (vanaf 01/05)
- 2006-Agritubel
- 2007-Team Slipstream
- 2008-FRF Couriers-NSWIS (tot 28/07)
- 2014-Drapac Professional Cycling